# Friedrich Tschuschke
Friedrich Karl Sigismund Heinrich Tschuschke (* 13. Oktober 1845 in Meseritz; † Mai 1894 in Gwiazdowo) war ein deutscher Verwaltungsjurist.

## Leben
Als Sohn des Juristen Friedrich Albert Tschuschke (1808–1886) geboren, studierte Friedrich Tschuschke nach dem Besuch des Friedrich-Wilhelm-Gymnasiums in Posen Rechtswissenschaften in Heidelberg und Berlin. Während seines Studiums wurde er 1864 Mitglied der Burschenschaft Allemannia Heidelberg. 1868 wurde er in Berlin zum Dr. iur. promoviert. Ab 1868 war er Einjährig-Freiwilliger im 2. Garde-Dragoner-Regiment „Kaiserin Alexandra von Rußland“ und nahm mit dem 2. Leib-Husaren-Regiment „Königin Viktoria von Preußen“ Nr. 2 am Deutsch-Französischen Krieg 1870/71 teil, während dessen er 1870 zum Seconde-Lieutenant der Reserve und später zum Premier-Lieutenant der Reserve befördert wurde. Nach seinen Examen und mehreren Stationen bei verschiedenen Staatsanwaltschaften wurde er Ende 1880 kommissarischer Landrat im Kreis Schroda und kurze Zeit später endgültiger Landrat. 1892 wurde er in den einstweiligen Ruhestand versetzt.

## Veröffentlichungen
- De bona fide et titulo in usucapione. Dissertation Universität Berlin 1868.